# Pseudosimnia bilineata
Pseudosimnia bilineata is een slakkensoort uit de familie van de Ovulidae. De wetenschappelijke naam van de soort werd voor het eerst geldig gepubliceerd in 2009 door Bozzetti.